# Янка Такева
Янка Крумова Та̀кева е председателка на Синдиката на българските учители от 1994 досега. Била е учителка, директорка на дом за сираци и главна специалистка на управление „Просвета“. Член на Националния съвет на Движение „Русофили“ и на Великия съвет на Великия приорат България на Ордена на рицарите тамплиери на Йерусалим.

## Биография
Янка Крумова е родена е на 30 септември 1947 г. в село Ковачевци, България. Омъжена, с две дъщери.
Завършва педагогика за детски или начални учителки във филиала на СУ в Благоевград. През 2000 г. завършва магистърска степен по управление на човешките ресурси в Пловдивския университет, а впоследствие и магистратура по педагогика в Югозападен университет „Неофит Рилски“, гр. Благоевград.
Работила е като детска учителка (1974 – 1980), директорка на дом за сираци в софийския квартал Драгалевци (1980 – 1987) и главен специалист на управление „Просвета“ в община Красна поляна в София (1987 – 1990).
От 1990 г. е заместник председател, а от 1994 г. е председател на Синдиката на българските учители.
СБУ е партньор в образователните процеси на МОН. По думите на председателя на комисията по образование в Народното събрание Красимир Вълчев нито една добра промяна в системата не е е била осъществена без участието на синдиката и усилията лично на нейния лидер – Янка Такева.
Дейността ѝ като Велик офицер във Великия приорат България на Ордена на рицарите тамплиери на Йерусалим е свързана с въвличане на училищата в т.нар. тамплиерско движение, организиране на конкурси с цел възпитаване на децата чрез изкуството в рицарски добродетели и с награди за победителите ученици – едногодишни стипендии от тамплиерите.

### Обществена дейност
- От 2016 г. е член на Великия съвет на Великия Приорат България на Ордена на Рицарите Тамплиери на Йерусалим, както и Велик Офицер за младежките програмина Приората[6][12]
- От 2015 г. е дописен член на Българската академия на науките и изкуствата
- От 2013 г. е председател на Управителния съвет на Национален клуб „Родолюбие“
- От 2008 г. е вицепрезидент на Женския комитет на ПЕРС при Международната профсъюзна конфедерация
- От 2007 г. е член на Управителния съвет на Обществото за устойчиво развитие на българския език
- От 2007 г. е регионален координатор за страните от Балканите на Организацията на жените към Международната световна профсъюзна организация
- От 2007 г. е член на Националния съвет за закрила на детето към Държавната агенция за закрила на детето.[2]
- От 2005 г. е член на Сдружение за национално съхранение
- От 2005 г. е преподавател по управление на човешките ресурси, катедра „Социална политика“ в Московския държавен университет
- От 1999 г. е председател на Обществения женски парламент 21. век
- От 1995 г. е председател на Националната комисия за работа с жените, младежите, децата и семейството към КНСБ
- От 1994 г. е член на Изпълнителния комитет на КНСБ

## Отличия
Отличия на Янка Такева, получени за принос в синдикалната дейност и образователното дело в България:
- 2023 г. – академично отличие – почетен знак „Св. Климент Охридски“ със синя лента, връчено от проф. д.ф.н. Анастас Герджиков, ректор на Софийския университет „Св. Климент Охридски“ – 30 юни 2023 г.[14]
- 2023 г. – почетно отличие от кмета на Варна Иван Портних[15]
- 2022 г. – почетното звание „Доктор хонорис кауза“ от Висшето училище по застраховане и финанси[16][17]
- 2022 г. – Грамота за принос в областта на образованието от Столична община
- 2021 г. – отличие „Посланик на доброто“ на Държавната агенция за закрила на детето[18]
- 2021 г. – Почетна грамота и Плакет „70 години УниБИТ“ за изключителни заслуги за развитието и утвърждаването на Университета по библиотекознание и информационни технологии
- 2020 г. – Награда за цялостен принос „Златен ключ“ за развитие на сектора за учене на възрастни[19]
- 2019 г. – Почетен диплом и почетен знак „Златен пегас“ на Съюза на българските писатели
- 2018 г. – Златна значка „Русе“ за изключителен принос в развитието и просперитета на българското образование в национален и регионален мащаб[20]
- 2018 г. – Почетен диплом „Будител – 2018 г.“ за родолюбие и принос в дейността на Организацията на обединените българи
- 2016 г. – орден „Стара планина“ I степен „за нейния значителен принос към развитието на образованието и гражданското общество в Република България като активен лидер и общественик и във връзка с 25-годишнината на Синдиката на българските учители“[21]
- 2015 г. – почетно отличие „Неофит Рилски“ на Министерството на образованието и науката (най-високото отличие в образователната система на България)
- 2015 г. – Почетен знак на Славянската литературна и артистична академия за принос в издигането на духовността на цивилизацията ни, за сближаването на братските култури, за опазване на наследството на Светите братя Кирил и Методий
- 2015 г. – Юбилеен медал „70 години от Победата над фашизма“ на Фондация „Устойчиво развитие за България“
- 2015 г. – Почетен знак по повод 25-годишнината на КНСБ
- 2015 г. – Почетен плакет на Посолството на Палестина за принос в развитието на отношенията между Република България и Държавата Палестина, връчен от Н. Пр. д-р Ахмед ал Мадбух, извънреден и пълномощен посланик на Палестина[22]
- 2013 г. – награда „Самарски кръст“ – създадена същата година, по повод 10-годишнината от учредяване Национално движение „Русофили“, връчваща се в България и Русия. [23]
- 2012 г. – диплом за почетен член – I степен на Българската академия на науките и изкуствата
- 2012 г. – почетно звание „Следовник на народните будители“ на Съюза на народните читалища
- 2011 г. – награда „Сърцето на София“, връчена от кмета на гр. София – г-жа Йорданка Фандъкова, 9 декември 2011 г.
- 2011 г. – награда „Най-добър социален партньор на Софийска област“, връчена на 21.12.2011 г. от Областния управител на София-област – г-н Красимир Живков
- 2010 г. – орден „Св. св. Кирил и Методий“ – първа степен, връчен от президента Георги Първанов във връзка с 20-годишнината на Синдиката на българските учители.[24]
- 2000 г. – номинация за жена на 2000 г. във Вашингтон за приноса си към демократичните промени в България.